# Coenonympha
Coenonympha är ett släkte av fjärilar som beskrevs av Jacob Hübner 1819. Coenonympha ingår i familjen praktfjärilar.

## Dottertaxa tillCoenonympha, i alfabetisk ordning[1][2]
- Coenonympha accrescens
- Coenonympha addenda
- Coenonympha aeolus
- Coenonympha aestivalis
- Coenonympha alba
- Coenonympha albata
- Coenonympha albina
- Coenonympha albofasciata
- Coenonympha albomarginata
- Coenonympha albula
- Coenonympha alexandra
- Coenonympha alini
- Coenonympha alta
- Coenonympha altera
- Coenonympha altopirenaica
- Coenonympha amaryllides
- Coenonympha amaryllis
- Coenonympha amirica
- Coenonympha ampelos
- Coenonympha amurensis
- Coenonympha amyntas
- Coenonympha anaxagoras
- Coenonympha anaxarete
- Coenonympha andalgalensis
- Coenonympha andalusica
- Coenonympha angustefasciata
- Coenonympha annoceuri
- Coenonympha annulifer
- Coenonympha annulonulla
- Coenonympha anophthalmica
- Coenonympha antedefasciata
- Coenonympha antelatecana
- Coenonympha antelyllus
- Coenonympha anticaeca
- Coenonympha anticrassipuncta
- Coenonympha antigone
- Coenonympha antipunctata
- Coenonympha anulisdiffusa
- Coenonympha apicalis
- Coenonympha aquilonia
- Coenonympha aquitanica
- Coenonympha arcania
- Coenonympha arcanioides
- Coenonympha arenosa
- Coenonympha areteoides
- Coenonympha arnoldi
- Coenonympha arothius
- Coenonympha asiaemontium
- Coenonympha atlantea
- Coenonympha attigens
- Coenonympha austauti
- Coenonympha australis
- Coenonympha badensis
- Coenonympha balearica
- Coenonympha balestrei
- Coenonympha baltica
- Coenonympha barcinonis
- Coenonympha bavarica
- Coenonympha belisaria
- Coenonympha benjamini
- Coenonympha beraberensis
- Coenonympha bicolor
- Coenonympha bieli
- Coenonympha biocellata
- Coenonympha biojos
- Coenonympha bipertita
- Coenonympha bipuncta
- Coenonympha bipunctata
- Coenonympha bipupillata
- Coenonympha bosniae
- Coenonympha brayi
- Coenonympha brenda
- Coenonympha brunnea
- Coenonympha burdigalensisi
- Coenonympha caeca
- Coenonympha caecaëlla
- Coenonympha california
- Coenonympha cantabrica
- Coenonympha carnica
- Coenonympha carpathica
- Coenonympha caucasica
- Coenonympha centralasiae
- Coenonympha centralis
- Coenonympha cephalidarwiniana
- Coenonympha ceres
- Coenonympha chatiparae
- Coenonympha chrysoaspida
- Coenonympha clite
- Coenonympha clorinda
- Coenonympha cockaynei
- Coenonympha cohaerens
- Coenonympha columbiana
- Coenonympha confluens
- Coenonympha coreana
- Coenonympha corinna
- Coenonympha corinnaeformis
- Coenonympha crasselineata
- Coenonympha crassepupillata
- Coenonympha crassolimbo
- Coenonympha cretica
- Coenonympha darwiniana
- Coenonympha davus
- Coenonympha decolorata
- Coenonympha defasciata
- Coenonympha demophile
- Coenonympha deplumbea
- Coenonympha detersa
- Coenonympha diaphana
- Coenonympha dierli
- Coenonympha dorilis
- Coenonympha dorion
- Coenonympha dorus
- Coenonympha dubia
- Coenonympha dupuyi
- Coenonympha eburnea
- Coenonympha effeminata
- Coenonympha elbana
- Coenonympha elko
- Coenonympha elliptica
- Coenonympha elongata
- Coenonympha elwesi
- Coenonympha emiaustralis
- Coenonympha emilyllus
- Coenonympha emmonsi
- Coenonympha energica
- Coenonympha epiphilea
- Coenonympha eryngii
- Coenonympha eunomia
- Coenonympha eupompus
- Coenonympha euryleuca
- Coenonympha euthymia
- Coenonympha euxina
- Coenonympha evanescens
- Coenonympha excellens
- Coenonympha exocellata
- Coenonympha exoculata
- Coenonympha exommatica
- Coenonympha exterfusca
- Coenonympha farriolsi
- Coenonympha ferghana
- Coenonympha fermana
- Coenonympha ferrea
- Coenonympha fettigii
- Coenonympha fiorii
- Coenonympha fonti
- Coenonympha forsteri
- Coenonympha fulvia
- Coenonympha fulvolactea
- Coenonympha fulvovittata
- Coenonympha galactinus
- Coenonympha gallica
- Coenonympha galvagnii
- Coenonympha gardetta
- Coenonympha gelini
- Coenonympha geminipuncta
- Coenonympha geticus
- Coenonympha gigas
- Coenonympha glycerion
- Coenonympha gracilis
- Coenonympha grisescens
- Coenonympha gynandra
- Coenonympha havelaari
- Coenonympha haydeni
- Coenonympha heinemani
- Coenonympha heptopotamica
- Coenonympha herbuloti
- Coenonympha hero
- Coenonympha heroides
- Coenonympha heromorpha
- Coenonympha heros
- Coenonympha herota
- Coenonympha hertae
- Coenonympha hispana
- Coenonympha hoefneri
- Coenonympha holli
- Coenonympha huebneri
- Coenonympha hungarica
- Coenonympha impunctata
- Coenonympha impupillata
- Coenonympha incompleta
- Coenonympha infraaestivalis
- Coenonympha infrabrunnea
- Coenonympha inframaculata
- Coenonympha infranigrescens
- Coenonympha infraparvocellata
- Coenonympha infrarasa
- Coenonympha infrasimplex
- Coenonympha inocellata
- Coenonympha inornata
- Coenonympha insubrica
- Coenonympha insubridarwiniana
- Coenonympha insulana
- Coenonympha iphias
- Coenonympha iphicleoides
- Coenonympha iphicles
- Coenonympha iphigenus
- Coenonympha iphina
- Coenonympha iphioides
- Coenonympha iphis
- Coenonympha iranica
- Coenonympha irregularis
- Coenonympha isis
- Coenonympha italica
- Coenonympha juldusica
- Coenonympha karsiana
- Coenonympha khinganensis
- Coenonympha kingana
- Coenonympha kodiak
- Coenonympha korshunovi
- Coenonympha kunas
- Coenonympha laidion
- Coenonympha lambertiei
- Coenonympha lanceolata
- Coenonympha latecana
- Coenonympha latefulva
- Coenonympha latenigrata
- Coenonympha latevittata
- Coenonympha latifasciata
- Coenonympha leander
- Coenonympha leandroides
- Coenonympha leanotchka
- Coenonympha lecerfi
- Coenonympha lefebvrei
- Coenonympha leucotaenia
- Coenonympha lineata
- Coenonympha lineigera
- Coenonympha londinii
- Coenonympha lorkovici
- Coenonympha lucasi
- Coenonympha lundbladi
- Coenonympha luxurians
- Coenonympha lyllides
- Coenonympha lylliformis
- Coenonympha lyllus
- Coenonympha macisaaci
- Coenonympha mackenziei
- Coenonympha macmahoni
- Coenonympha macrocellata
- Coenonympha macromma
- Coenonympha macrophthalma
- Coenonympha macrophthalmica
- Coenonympha maculata
- Coenonympha maesta
- Coenonympha magna
- Coenonympha magnocellata
- Coenonympha mahometana
- Coenonympha major
- Coenonympha mandane
- Coenonympha mangeri
- Coenonympha marginalis
- Coenonympha marginata
- Coenonympha margineexoculata
- Coenonympha mariae
- Coenonympha mariscolor
- Coenonympha maritima
- Coenonympha marmorata
- Coenonympha mathewi
- Coenonympha mattiaca
- Coenonympha meadewaldoi
- Coenonympha mediocellis
- Coenonympha melania
- Coenonympha menalcas
- Coenonympha mesopotamica
- Coenonympha microphthalma
- Coenonympha minora
- Coenonympha miris
- Coenonympha mixturnata
- Coenonympha molisana
- Coenonympha momos
- Coenonympha mongolica
- Coenonympha mono
- Coenonympha monticola
- Coenonympha multiocellaris
- Coenonympha multipuncta
- Coenonympha muonioënsis
- Coenonympha mureisana
- Coenonympha murina
- Coenonympha myops
- Coenonympha nana
- Coenonympha neca
- Coenonympha neoclides
- Coenonympha neolyllus
- Coenonympha neoperseis
- Coenonympha nephele
- Coenonympha nicholasi
- Coenonympha nigricans
- Coenonympha nigrita
- Coenonympha nigromarginata
- Coenonympha nigroocellata
- Coenonympha nipisiquit
- Coenonympha nitidissima
- Coenonympha nobilis
- Coenonympha nolckeni
- Coenonympha nolckeniana
- Coenonympha norax
- Coenonympha nosalica
- Coenonympha obliterata
- Coenonympha obscura
- Coenonympha obscurior
- Coenonympha obsoleta
- Coenonympha occupata
- Coenonympha ocellaris
- Coenonympha ocellata
- Coenonympha ochracea
- Coenonympha oedippus
- Coenonympha oikeia
- Coenonympha oiwakensis
- Coenonympha opposita
- Coenonympha orantia
- Coenonympha ordossi
- Coenonympha orientalis
- Coenonympha ornatissima
- Coenonympha orstadii
- Coenonympha pallescens
- Coenonympha pallida
- Coenonympha pamphile
- Coenonympha pamphiloides
- Coenonympha pamphilus
- Coenonympha paradoxa
- Coenonympha parvinsubrica
- Coenonympha parviocellata
- Coenonympha parvocellata
- Coenonympha pauper
- Coenonympha pavonina
- Coenonympha pearsoni
- Coenonympha pedemontana
- Coenonympha perseis
- Coenonympha phantasma
- Coenonympha philaidilis
- Coenonympha philea
- Coenonympha philedarwiniana
- Coenonympha philoxenus
- Coenonympha pilwonis
- Coenonympha pluriocellata
- Coenonympha polydama
- Coenonympha postaustralis
- Coenonympha postbarcinonis
- Coenonympha postcentralis
- Coenonympha postemiaustralis
- Coenonympha posterogrisea
- Coenonympha posteuxina
- Coenonympha postferrea
- Coenonympha postgalvagnii
- Coenonympha posticoexcessa
- Coenonympha postlondinii
- Coenonympha privata
- Coenonympha pseudoamyntas
- Coenonympha pulcherrima
- Coenonympha pulla
- Coenonympha punctata
- Coenonympha pylarge
- Coenonympha quebecensis
- Coenonympha reluminans
- Coenonympha rhenana
- Coenonympha rhodanica
- Coenonympha rhodopensis
- Coenonympha rhoumensis
- Coenonympha rifensis
- Coenonympha rinda
- Coenonympha rischeri
- Coenonympha rothliebi
- Coenonympha rufa
- Coenonympha rufobrunnea
- Coenonympha saadi
- Coenonympha sagittata
- Coenonympha saleviana
- Coenonympha saturata
- Coenonympha satyrion
- Coenonympha satyrionides
- Coenonympha satyrionschymae
- Coenonympha schimae
- Coenonympha schmidtii
- Coenonympha scota
- Coenonympha scotica
- Coenonympha sebrica
- Coenonympha secunda
- Coenonympha semenovi
- Coenonympha semibieli
- Coenonympha semilyllus
- Coenonympha senonica
- Coenonympha sibirica
- Coenonympha sicula
- Coenonympha siculella
- Coenonympha sinica
- Coenonympha siskiyonensis
- Coenonympha skypetarum
- Coenonympha splendens
- Coenonympha spoliata
- Coenonympha steni
- Coenonympha stepaneki
- Coenonympha stolida
- Coenonympha subalpina
- Coenonympha subcaeca
- Coenonympha subcaecata
- Coenonympha subfusca
- Coenonympha suevica
- Coenonympha sunbecca
- Coenonympha supernumeraria
- Coenonympha suprophthalmica
- Coenonympha sweadneri
- Coenonympha symphita
- Coenonympha szechwana
- Coenonympha tardenota
- Coenonympha tekkensis
- Coenonympha tenuelimbo
- Coenonympha tergestina
- Coenonympha thanatos
- Coenonympha theodora
- Coenonympha thimoites
- Coenonympha thornensis
- Coenonympha thyrsides
- Coenonympha thyrsis
- Coenonympha tiphon
- Coenonympha tiphonides
- Coenonympha torrida
- Coenonympha transiens
- Coenonympha trettaui
- Coenonympha triocellata
- Coenonympha tristis
- Coenonympha triumphans
- Coenonympha tullia
- Coenonympha tunioti
- Coenonympha tydeus
- Coenonympha typhon
- Coenonympha tyrrhena
- Coenonympha unicata
- Coenonympha unicolor
- Coenonympha unigemmata
- Coenonympha unipuncta
- Coenonympha wagneri
- Coenonympha vaucheri
- Coenonympha venata
- Coenonympha viluiensis
- Coenonympha wimbladi
- Coenonympha virginalis
- Coenonympha virtunensis
- Coenonympha witimensis
- Coenonympha vorbrodti
- Coenonympha yukonensis

## Bildgalleri

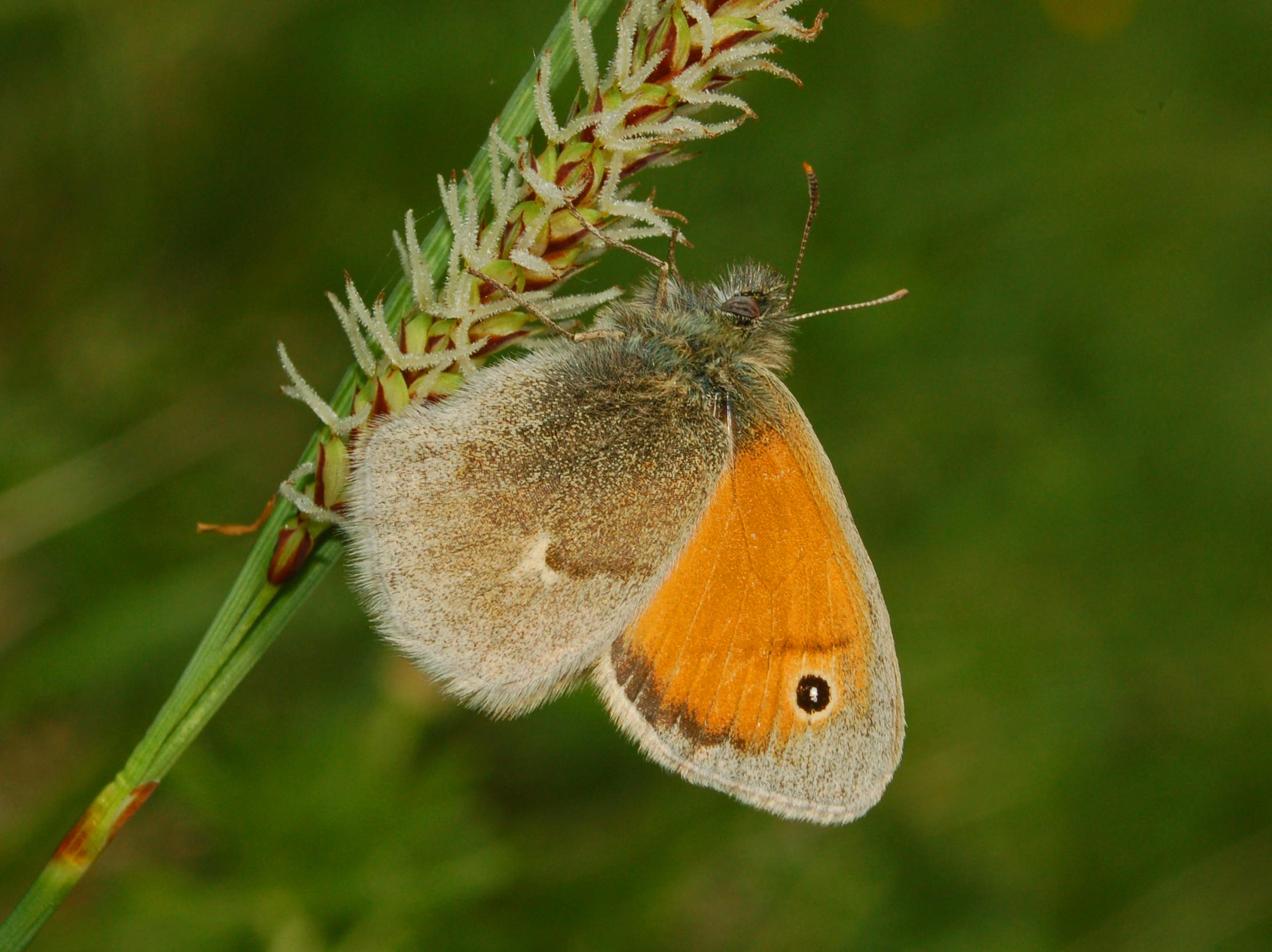
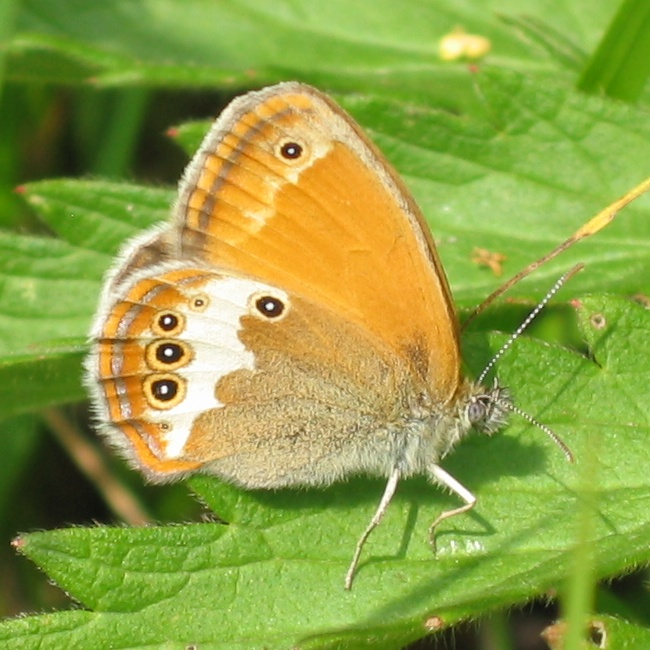
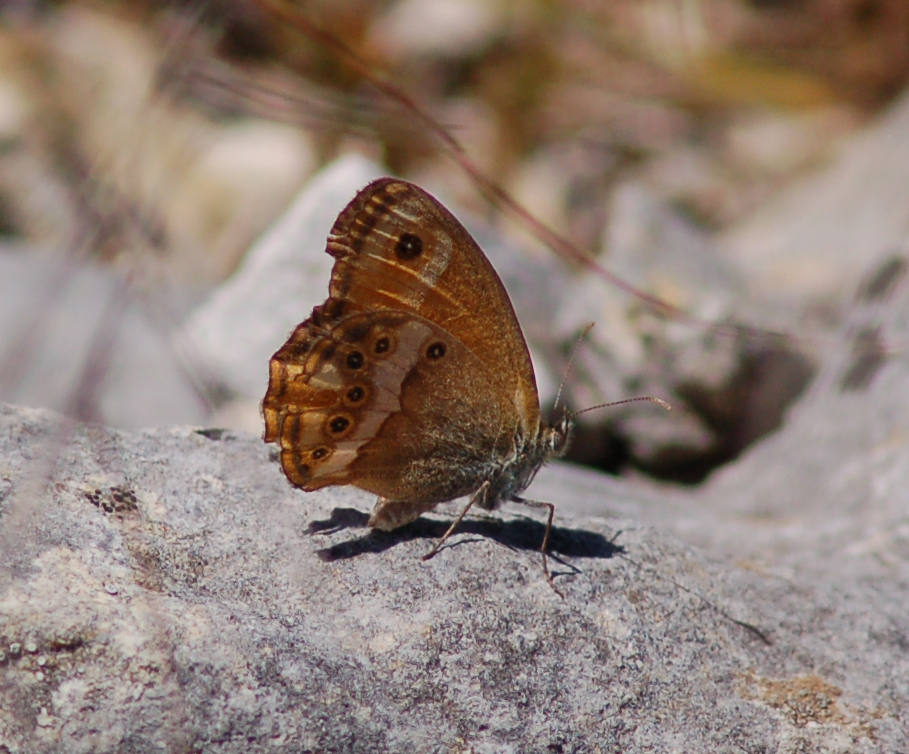
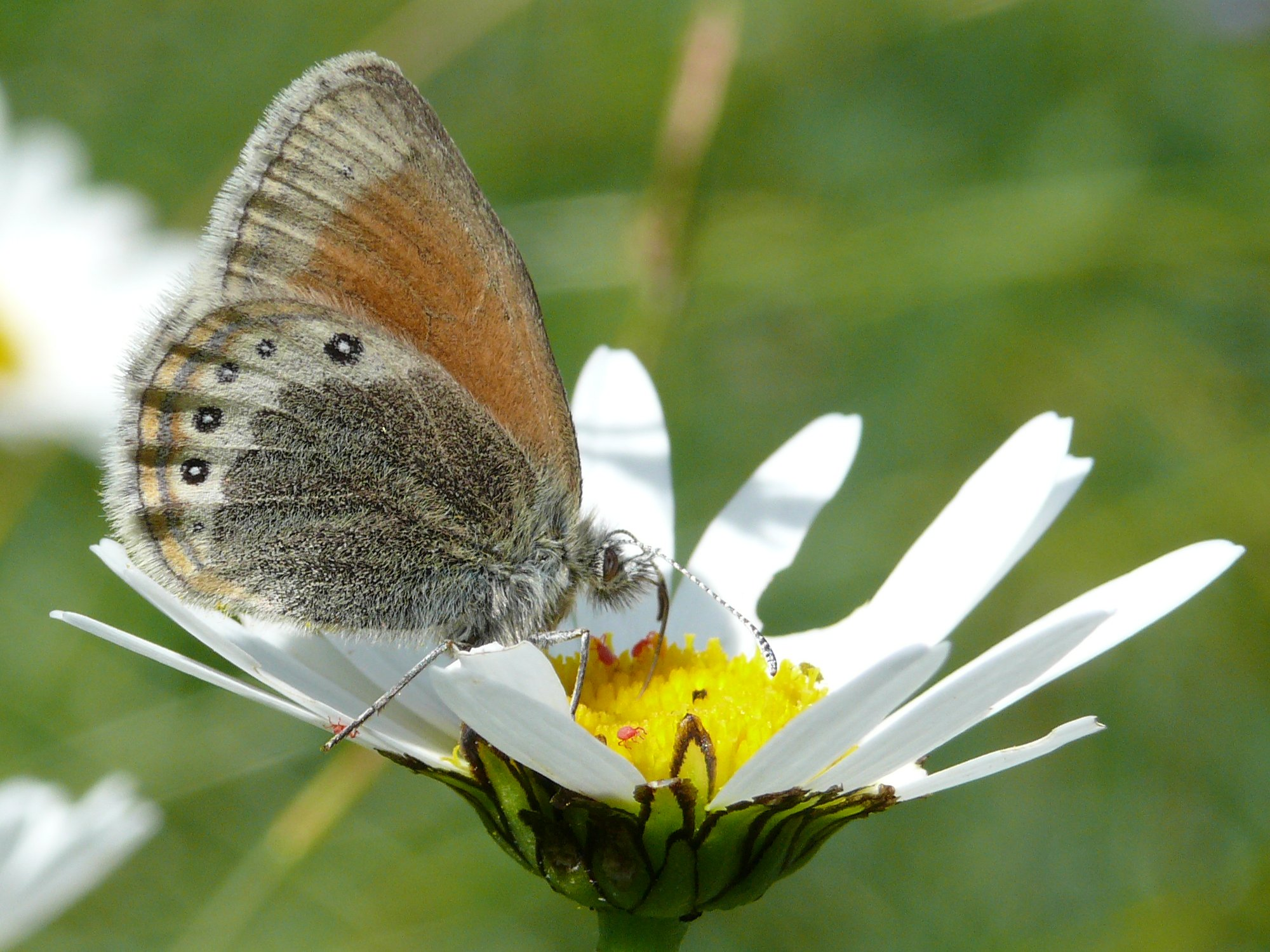
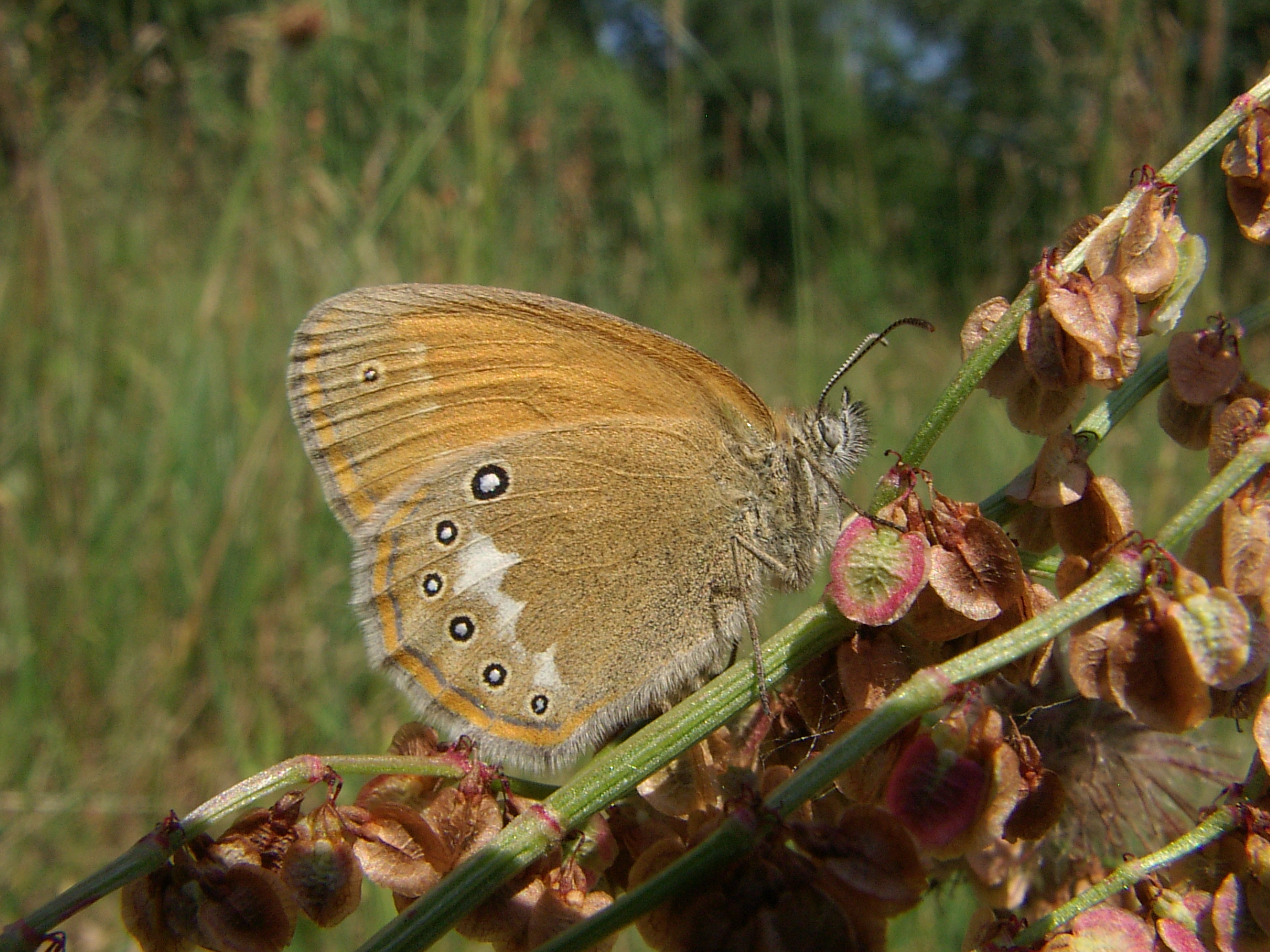
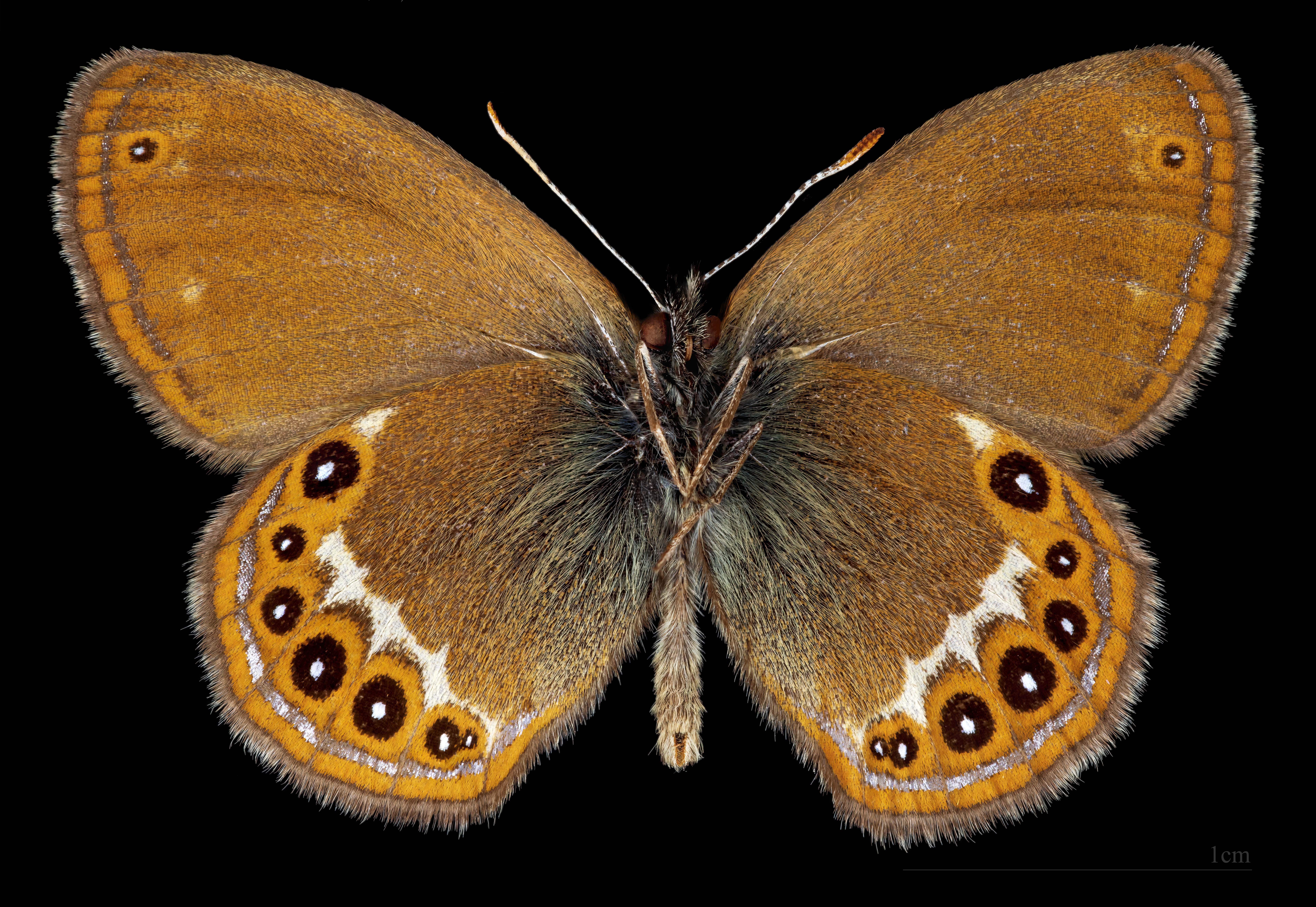
Coenonympha hero
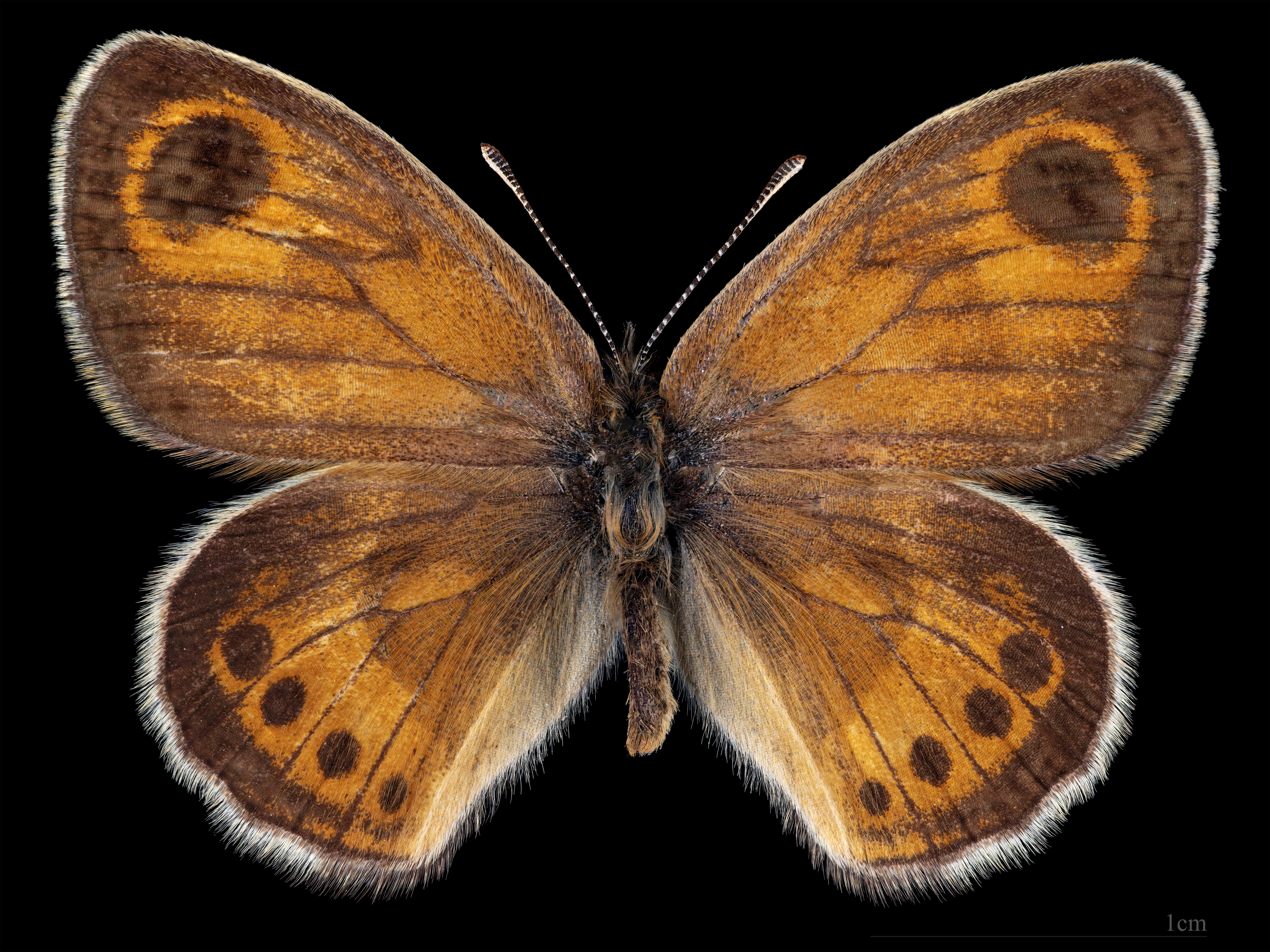
Coenonympha vaucheri